# Bradysaurus
Bradysaurus là một loài pareiasaur lớn, sớm và phổ biến, những hóa thạch được biết đến từ Tapinocephalus Assemblage Zone (thời đạiTầng Capitan) của Karoo Nam Phi. Cùng với các dinocephalia tương tự, các bradysaurs tạo thành một nhóm động vật ăn cỏ lớn của giai đoạn cuối của Permi Trung. Trong cuộc sống, chúng có lẽ là những con vật chậm chạp, vụng về và không gây khó chịu,đã phát triển một lớp phủ của những chiếc máng bọc thép để bảo vệ chúng chống lại kẻ thù của chúng là gorgonopsians.

## Mô tả

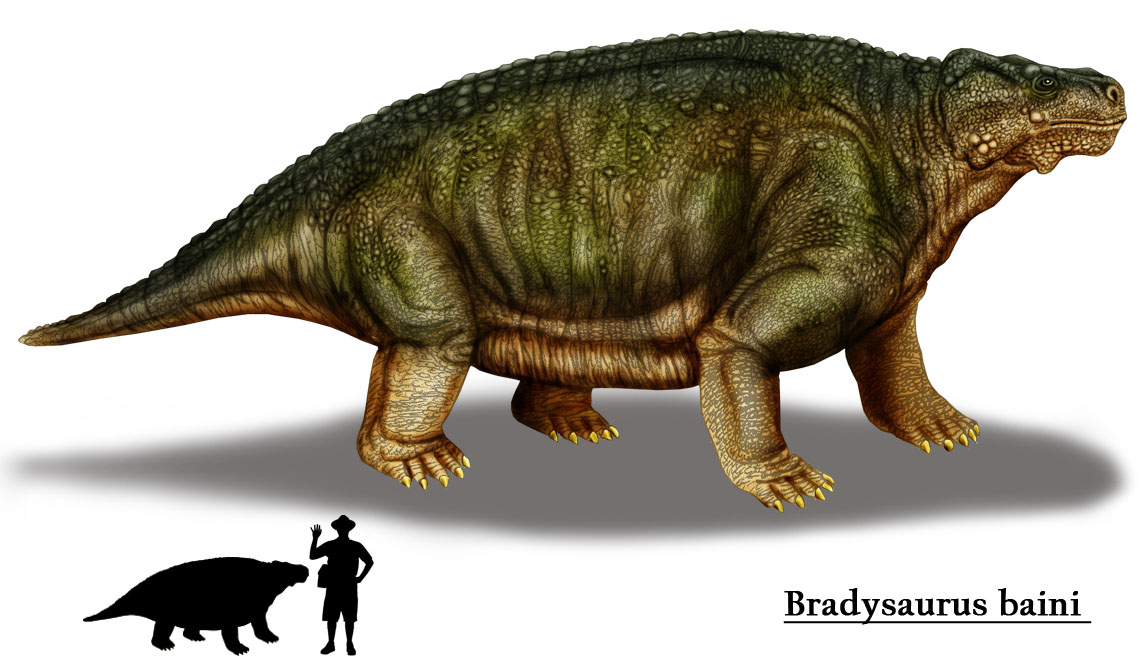
B. baini

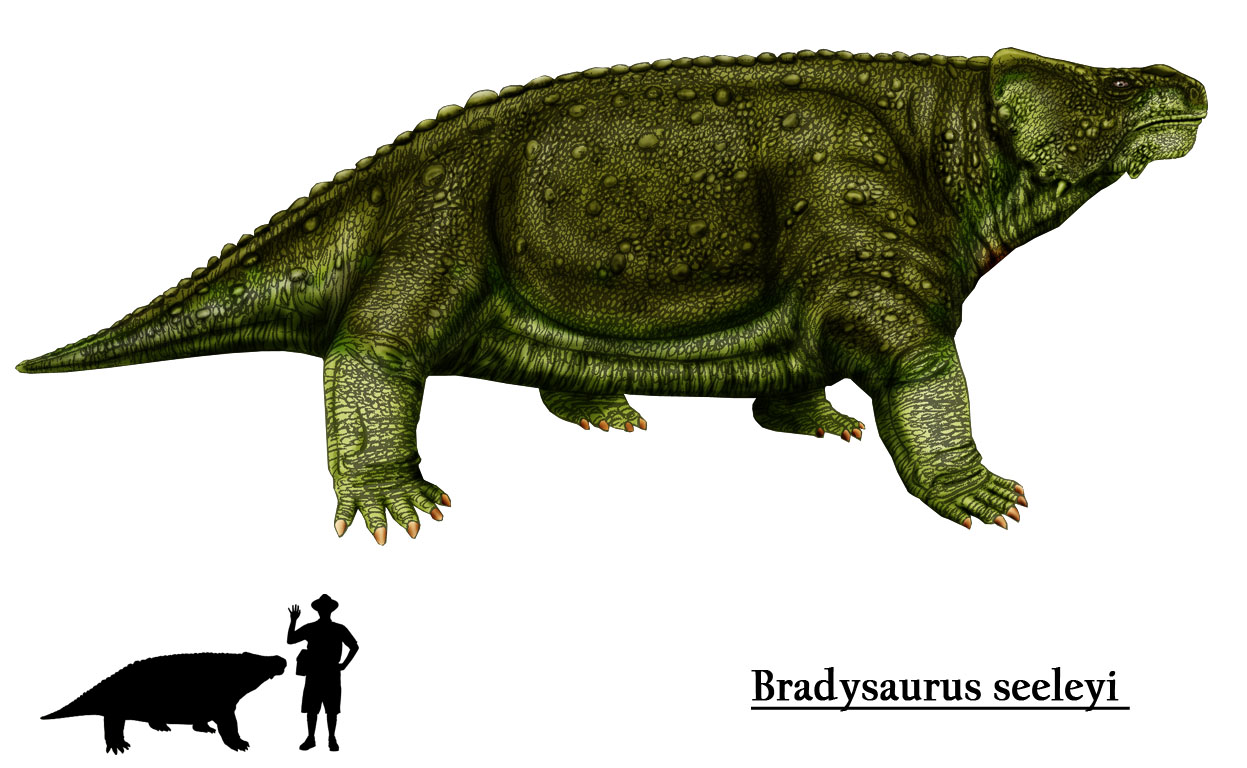
B. seeleyi

Bradysaurus dài 2.5 mét và nặng từ nửa tấn đến một tấn. Hộp sọ của nó lớn (khoảng 42 đến 48 cm), rộng và tròn ở phía trước. Nó được điêu khắc thô và có bướu cổ, với những đường khâu giữa xương không rõ ràng. Răng nhô lên cao, chỉ có một vài mũi nhọn, which is a primitive characteristic. đó là một đặc điểm nguyên thủy. Bàn chân ngắn và rộng, số lượng đốt là  2,3,3,3,2 on the fore-footvà 2,3,3,4,3 trên lưng. Toàn bộ cơ thể được bảo vệ bởi các vết sẹo da, mặc dù chúng không dày hoặc nặng như ở các hình thức cao cấp hơn.

## Phân loại và loài
Bradysaurus là thành viên duy nhất của phân họ Bradysaurinae. Nó là loài pareiasaur được biết đến nhiều nhất và có thể được coi là một loại tổ tiên tốt mà những người khác phát triển.Kích thước lớn của nó cho thấy rằng, ngay cả rất sớm trong lịch sử tiến hóa của họ, những con vật kỳ lạ này đã đạt được kích thước tối ưu. Thậm chí sau này, các hình thức cao cấp hơn, như Scutosaurus, không lớn hơn. Lợi thế của kích thước lớn là cung cấp khả năng phòng thủ chống lại kẻ thù và duy trì nhiệt độ cơ thể ổn định.
Năm 1969, nhà cổ sinh vật học Kuhn liệt kê không ít hơn chín loài cho chi này, nhưng đây chắc chắn là một con số quá mức. Boonstra 1969 phân biệt chỉ có bốn loài trên cơ sở cấu trúc răng, hai trong số đó Kuhn places đặt trong chi Embrithosaurus. Chi Brachypareia, Bradysuchus, Koalemasaurus, và Platyoropha là những từ đồng nghĩa Bradysaurus.
B. baini (Seeley, 1892) từ vùng Tapinocephalus, Lower Beaufort Beds, Karoo basin, South Africa. Đây là loại loài của chi.. Vùng tứ giác (xương gò má) chỉ phát triển vừa phải. Mõm rộng và tròn và có 15 hoặc 16 cặp răng chồng lên nhau trong mỗi hàm. Động vật này có thể được coi là một loài cá tầm đầu tiên. Theo Lee, 1997, tài liệu sẵn có của B. baini thiếu sự phân biệt các đặc điểm phát sinh hoặc đặc tính.
B. seeleyi (Haughton và Boonstra, 1929) từ vùng Tapinocephalus, Lower Beaufort Beds, Karoo basin, South Africa. Đây là một dạng ít phổ biến hơn. Boonstra, 1969, oi đây là một loài hợp lệ của Bradysaurus và Lee, 1997, coi loài động vật này là một nhóm chị em với các loài cá chim tiên tiến hơn. B. seelyi dường như có liên quan chặt chẽ với Nochelesaurus và Embrithosaurus. Trái ngược với Baini có kích thước tương tự nhưng kích thước tương tự, xương gò má nặng và to lớn. Có 19 hoặc 20 cặp răng chồng chéo mạnh trên mỗi hàm.

## Website chính thức
- Bradysaurs ở Palaeos